# Tập đoàn quân 62 (Liên Xô)
Tập đoàn quân 62 là một đơn vị quân sự chiến lược cấp Tập đoàn quân của Hồng quân Liên Xô trong Chiến tranh thế giới thứ hai.

## Lịch sử
Tiền thân của Tập đoàn quân 66 là Tập đoàn quân Dự bị 7 được thành lập ngày 28 tháng 5 năm 1942 như một phần của Lực lượng Dự bị Stavka (RVGK). Một tháng sau, lực lượng này đã được đổi tên thành Tập đoàn quân 62. Từ giữa tháng 8 năm 1942 cho đến cuối tháng 1 năm 1943, Tập đoàn quân 62 dưới sự chỉ huy của tướng Vasily Chuikov, đã tham chiến trong trận Stalingrad. Lúc này, Tập đoàn quân cùng với Tập đoàn quân 64 đang thuộc biên chế của Phương diện quân Stalingrad. Tập đoàn quân 62 đã chiến đấu bảo vệ thành phố trước đợt cuộc tấn công của Tập đoàn quân số 6 Đức. Sau cuộc tấn công của quân Đức tại Stalingrad, đơn vị đã được trao tặng Huân chương Lenin và được phong danh hiệu Cận vệ là Tập đoàn quân cận vệ 8.
Vào ngày 13 tháng 9 năm 1942, biên chế của Tập đoàn quân 66:
- Sư đoàn súng trường 33
- Sư đoàn súng trường 35
- Sư đoàn súng trường 87
- Sư đoàn súng trường 98
- Sư đoàn súng trường 112
- Sư đoàn súng trường 131
- Sư đoàn súng trường 196
- Sư đoàn súng trường 229
- Sư đoàn súng trường 244
- Sư đoàn súng trường 315
- Sư đoàn súng trường 399
- Lữ đoàn súng trường 10
- Lữ đoàn súng trường 38
- Lữ đoàn súng trường 42
- Lữ đoàn súng trường 115
- Lữ đoàn súng trường 124
- Lữ đoàn súng trường 129
- Lữ đoàn súng trường 149
- Lữ đoàn xe tăng 193
- Quân đoàn xe tăng 23
- Lữ đoàn chống tăng 20
- Quận kiên cố 115
- Mười hai trung đoàn pháo và súng cối

Vào ngày 1 tháng 11 năm 1942 trong khi trận Stalingrad bước vào giai đoạn cao điểm, biên chế Tập đoàn quân 62 gồm có:
- Sư đoàn súng trường cận vệ 13
- Sư đoàn súng trường cận vệ 37
- Sư đoàn súng trường cận vệ 39
- Sư đoàn súng trường 45
- Sư đoàn súng trường 95
- Sư đoàn súng trường 112
- Sư đoàn súng trường 138
- Sư đoàn súng trường 193
- Sư đoàn súng trường 284
- Sư đoàn súng trường 308
- Sư đoàn súng trường 42
- Sư đoàn súng trường 92
- Lữ đoàn súng trường 115
- Lữ đoàn súng trường 124
- Lữ đoàn súng trường 149
- Lữ đoàn súng trường 160
- Lữ đoàn xe tăng 84
- Lữ đoàn súng trường cơ giới số 2
- Quận kiên cố số 115
- 20 trung đoàn lựu pháo, pháo chống tăng, súng cối, rocket, pháo phòng không cùng các đơn vị hỗ trợ khác.[1]

Nhiều đơn vị trong số này chỉ còn lại bộ khung sau trận Stalingrad, có những nơi quân số bị giảm xuống còn dưới 5% so với quân số ban đầu.
Vào ngày 16 tháng 4 năm 1943, Tập đoàn quân 62 trở thành Tập đoàn quân cận vệ 8. 

## Danh sách tư lệnh
| Nhiệm kỳ         | Nhiệm kỳ         | Tư lệnh          |
| Bắt đầu          | Kết thúc         | Tư lệnh          |
| ---------------- | ---------------- | ---------------- |
| Tháng 7 năm 1942 | Tháng 8 năm 1942 | V. Ya. Kolpakchi |
| Tháng 8 năm 1942 | Tháng 9 năm 1942 | A. I. Lopatin    |
| Tháng 9 năm 1942 | Tháng 4 năm 1943 | V. I. Chuikov    |